# 国际贸易

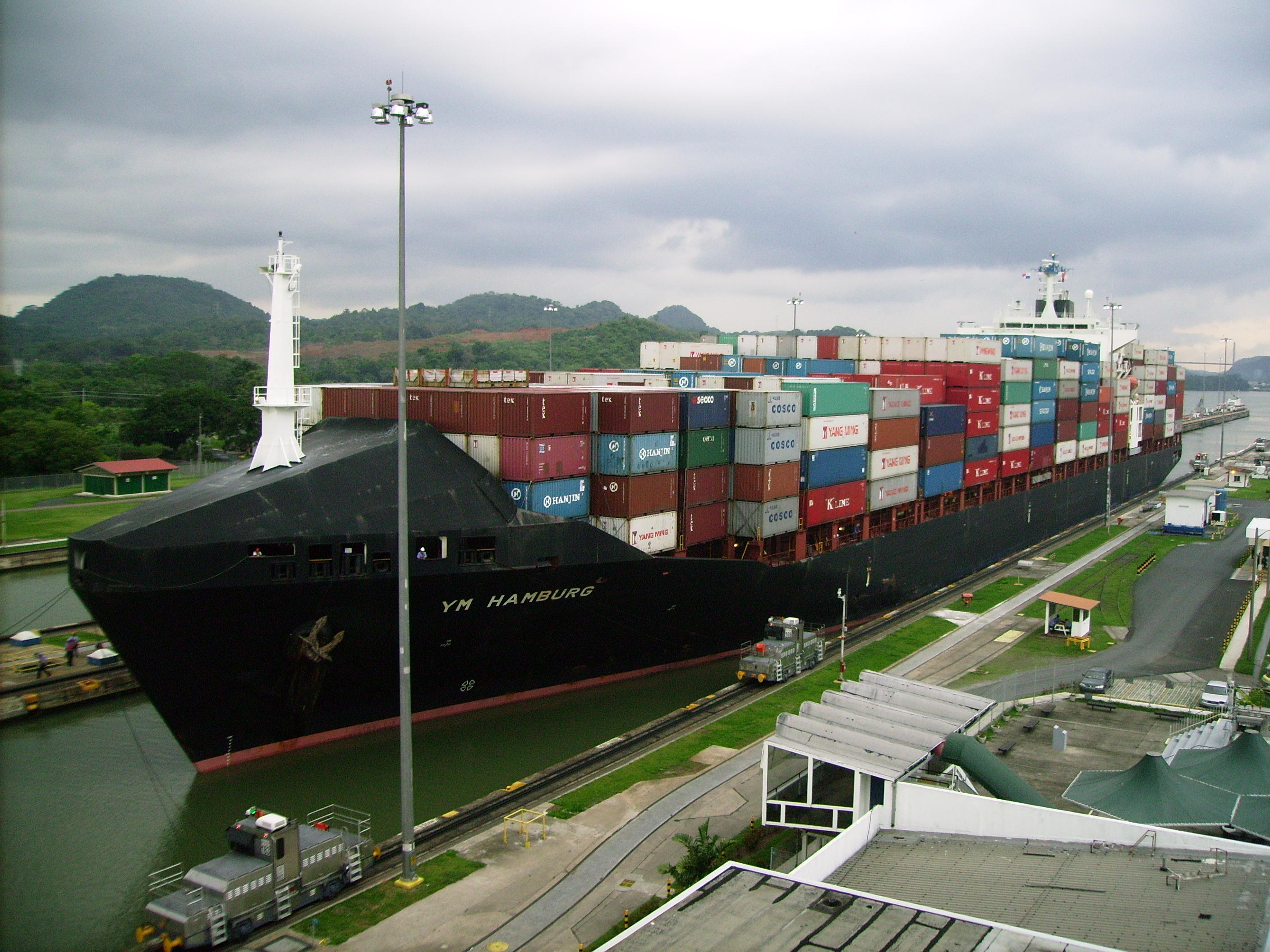
大西洋貨輪

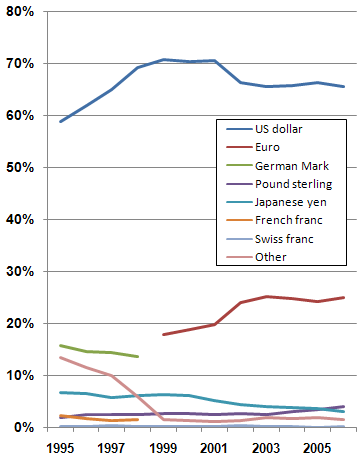
國際流通貨幣以美元為主

國際貿易，簡稱國貿，亦称通商，是指跨越國境的貨品和服務交易，最主要是由國家之間的进口贸易和出口贸易所组成，因此也可称之为进出口贸易。國際貿易對很多國家來說是國民生產總值的一個重要部分。從經濟學角度來說，进出口贸易可以调节国内生产要素的利用率，可以国际间的供需关系，调整经济结构，增加財政收入等。
雖然國際貿易已有悠久歷史，但随着近代交通、工業化、跨國企業以及全球化等概念和運作上急速發展，國際貿易對國際的政治、經濟和文化都帶來了根本的改變。很多情況下，全球化所指涉的實質上就是國際貿易。國際上各方面對國際貿易有著迥異的看法，已發展國家及跨國企業視國際貿易為國際間資源的更有效分配和利用，造福各國人民；另一方面，發展中國家以及非政府組織則認為國際貿易存在著權力上的不平衡，使已發展國家得以透過國際貿易之剪刀差對發展中國家進行剝削。
國際貿易交易流程是以L/C、T/T (電匯)、D/P (託收) 等付款條件，且以進出口國家有外匯管制為前提，全部進出口貿易過程分為：
1. 準備階段
2. 成交階段
3. 履約階段
4. 清結階段

國際貿易，可以說是體現經濟榮枯與否的最重要行業，而從中體現出来的貿易顺差、或逆差或平衡亦可以衡量一個國家其经济实力和经济结构。在日益競爭的國際市場上，貿易商如果想拓展外貿工作，就必須做好市場調查，而事實上这也等於開拓了一半的外銷市場。一個體質健全的企業，要做出正確的經營決策，有賴於質優市場調查，市場調查除了能夠降低市場行銷風險，充分掌握目標市場消費者的需要，而且更可作為各階段行銷決策上的重要導航工具。